# Выход Дракона (альбом)
«Выход Дракона» — трибьют-альбом, посвящённый музыканту Рикошету. В альбомы вошли каверы на песни Рикошета и его группы «Объект насмешек».
Идея выпуска пластинки принадлежит лидеру группы «Алиса» Константину Кинчеву, а музыканты «Алисы» записали большинство партий для трибьюта.

## Первая часть
Для Кинчева Александр Аксёнов был близким человеком:
Мы были с «Рикошетом» больше, чем друзья, я считал его своим братом. При всей бунтарности на сцене, он был эстетом, очень тонким, ранимым. Себя он ассоциировал с безупречным представлением панк-рока..

19 июня 2009 года Кинчев дал интервью Денису Ступникову о создании трибьюта.
Название альбому дал одноимённый фильм 1973 года с Брюсом Ли в главной роли. Оформление альбома создано близким другом Рикошета, который сообщил о его смерти, – Олегом Флянгольцем – в дуэте с М. Спиридоновым.
Кавер на песню «Камчатка» в исполнении Рикошета впервые был представлен на трибьюте памяти Виктора Цоя и группы «Кино» — «КИНОпробы» (2000). А песня «Мой город» впервые представлена на альбоме «Геополитика» (1998) Константина Кинчева и Рикошета.

## Вторая часть
В 2022 году началась подготовка к выпуску второй части трибьюта. Музыканты группы «Кино» и бывший участник «Объекта насмешек» Евгений Фёдоров записали новую версию песни «Любовь к оружию» из альбома «Жизнь настоящих ковбоев» (1988).
Выпуск второй части трибьюта под названием «Выход дракона (Трибьют Объект насмешек, Рикошет), Часть 2» состоялся в 2023 году. В финальный релиз на стриминг-площадках вошли версии песен «Объекта насмешек», исполненные более чем шестьюдесятью рок-группами. Среди них — как широко известные представители рок-сцены (Алиса, Кино, ЧайФ, Пилот, F.P.G. и другие), так и молодые коллективы (Потомучто, МодеМ, Колдстрим, Действуй!, BritVA и другие).

## Список композиций
1. Илья Лагутенко («Мумий Тролль») — Саундтрек — 3:38
2. Guf и Смоки Мо — Мой город — 3:23
3. Люся «Тёща» Махова («Дайте2») — Девушка гангстера — 3:49
4. Сергей «Шнур» Шнуров («Ленинград») — Чёрные очки — 4:44
5. Антон «Пух» Павлов («F.P.G.») — Танец — 3:50
6. Дэн Калашник («Netslov») — Бони и Клайд — 4:35
7. Гарик Сукачёв — Луна — 3:17
8. Никита Алексеев («Колыбель для кошки») — Блюз для негодяя — 4:14
9. Михаил «Горшок» Горшенёв, Андрей «Князь» Князев («Король и Шут») — Панки (Пого) — 4:08
10. Александр «Чача» Иванов («НАИВ») — Пенсионеры —  3:19
11. Илья «Чёрт» Кнабенгоф («Пилот») — Партизан — 3:16
12. Константин Кинчев («АлисА») — Дух — 4:23
13. Александр «Рикошет» Аксёнов («Объект насмешек») — Камчатка — 3:23
14. Бонус: «F.P.G.» — Луна — 3:48

## Рецензии
Трибьюты часто становятся способом спекуляции, но «Выход дракона» не из этой оперы. Наоборот, это один из лучших образцов жанра. На нём неоцененные в авторском исполнении песни Рикошета будто проявились и заиграли всеми красками настоящих хитов. Дракон вырвался на волю и вот уже взрывает эфиры рок-станций, о чём сам Рикошет мог только мечтать.Андрей Бухарин, журнал Rolling Stone
Алексей Мажаев и Портал «Наш НеФормат» также дали рецензии на альбом.